# Olof Peter Swartz
Olof Peter Swartz (Norrköping (Zweden), 21 september 1760 - Stockholm, 19 september 1816), was een Zweeds botanicus en taxonoom. Hij is het best bekend vanwege zijn taxonomisch werk en studies over de Pteropsida (varens) en was de eerste specialist van de orchideeënfamilie.

## Levensloop
Swartz ging naar de Universiteit van Uppsala waar hij studeerde bij Carl Linnaeus junior en behaalde zijn doctoraat in 1781. Zijn eerste reis was naar Lapland in 1780, in gezelschap van verschillende andere botanici.
Vanaf 1783 reisde hij naar Noord-Amerika en de Caraïben, om voornamelijk in Jamaica en Hispaniola botanische specimens te verzamelen. In 1786 ging hij naar Londen, om er zijn flora voor te bereiden. Daar ontmoette hij Joseph Banks, die onder de indruk was van zijn plantkundige kennis. De Britse Oost-Indische Compagnie bood hem een baan aan als reizend bioloog, maar hij weigerde, en keerde in 1787 terug naar Zweden. Desondanks stelde hij tien jaar later aan de Zweedse Academie van Wetenschappen zelf het idee voor van een permanente reisbeurs, geregeld op dezelfde manier als hij had gezien bij Banks in het Britse Rijk.
In 1791 werd hij 'Professor Bergianus' aan de Academie van Wetenschappen te Stockholm. De planten die hij verzamelde, rond de 6000 specimens, worden nu beheerd door het Zweedse Natuurhistorisch Museum, als een deel van het Regnellian herbarium.
Swartz is vooral bekend vanwege zijn werk over de Pteropsida, en wordt beschouwd als de eerste specialist van de taxonomie van de orchideeën. Hij publiceerde een kritische review van de bestaande literatuur over orchideeën en classificeerde de 25 orchideeëngeslachten die hem uit eigen studies bekend waren. Hij was ook de eerste die zich realiseerde dat de meeste orchideeën slechts één meeldraad bezitten, terwijl de Cypripedioideae (vrouwenschoentjes) er twee hebben.

## Eponiemen
Verschillende andere botanici hebben taxa naar Schwartz vernoemd:
- Het geslacht Swartzia Schreb. (vlinderbloemenfamilie)
- De soorten Coccoloba swartzii Meisn. (duizendknoopfamilie), Aristida swartziana Steud. (grassenfamilie)